# Curtains
Curtains este un album al chitaristului american John Frusciante.